# Carlos Alfredo Peyrellade
Carlos Alfredo Peyrellade Zaldivar (1840-1908) fue un pianista clásico y educador musical cubano. Es más conocido como fundador del Conservatorio de Música Carlos Alfredo Peyrellade en La Habana, Cuba.

## Biografía
Peyrellade nació en Camagüey (antigua Puerto Príncipe) en una familia de músicos. También fueron músicos sus hermanos Emilio, Eduardo (1846-1830) y Federico. Su padre había sido cónsul de Francia en Puerto Príncipe. Él estudió música con Nicolás Ruiz Espadero en Cuba, y su padre lo envió a continuar sus estudios en París con Camille Marie Stamaty y Pierre Maleden. Debutó en la Salle Pleyel Salón Saint Germain y Salón Beethoven con el flautista belga Delphin Allard, y posteriormente desarrolló una carrera como concertista de piano en Europa.

## Carrera
Se desempeñó como acompañante del Círculo de la Unión Artística de París y reemplazó a Louis Moreau Gottschalk en Nueva York como profesor en la academia de piano. En 1865 regresó a Puerto Príncipe, donde realizó una serie de conciertos que ayudaron a pagar la redención de esclavos. Trabajó de 1866 a 1871 como profesor de la Benemérita Popular Santa Cecilia y finalmente se instaló en La Habana.
Antes de la Guerra de Independencia cubana, el pianista holandés Hubert de Blanck estableció un conservatorio de música cubano en 1885. Durante la guerra, De Blanck estuvo involucrado con los revolucionarios y fue arrestado y deportado. Peyrellade se hizo cargo de su conservatorio y pasó a abrir y operar escuelas de música en La Habana y Camagüey como los Conservatorios Carlos Alfredo Peyrellade. También escribió varias canciones populares. Murió en La Habana en 1908.